# WMAL
Koordinaten: 38° 57′ 31″ N, 77° 5′ 11,5″ W
WMAL-FM (105.9 FM and AM 630—Where Washington Comes To Talk …) ist ein konservativer Talkradio-Sender aus Washington D.C. Die Station gehört Cumulus Media und versorgt die Washington Metro Area. Die Programminhalte werden von Cumulus’ eigenem Netzwerk Westwood und Premiere Radio Networks bezogen.
WMAL ist die älteste Radiostation im Gebiet von Washington und sendet ununterbrochen seit 1925. Sie wurde vom Washington Star gegründet. Der Sender produziert die Mark Levin Show.